# 奥入瀬渓流温泉
奥入瀬渓流温泉（おいらせけいりゅうおんせん）は、青森県十和田市にある温泉郷。
1963年（昭和38年）に約12キロ離れた猿倉温泉から引湯して開湯。名称は十和田湖温泉郷（とわだこおんせんきょう）であったが、2002年（平成14年）に十和田湖のそばに十和田湖畔温泉が開湯したことや、実際には十和田湖より奥入瀬渓流が近いことなどから、2020年（令和2年）4月に「奥入瀬渓流温泉」に名称が変更された。
国道102号と国道103号の交差点付近が温泉郷の中心地で、宿泊施設は2022年（令和4年）現在9件。温泉郷の周辺にある蔦温泉・谷地温泉・猿倉温泉にそれぞれ一件ずつがある。
温泉郷の北側には奥入瀬渓流温泉スキー場（旧・十和田湖温泉スキー場）があって3月頃までスキーが楽しめるほか、毎年5月頃にはゲレンデに植えられた7万株余りのシバザクラが満開になって春先の観光スポットにもなっている。
かつては定期的なイベントとして毎年7月24日に「十和田湖温泉郷うしの湯祭」が開催されていた。2021年から毎年5月のシバザクラの時期に「芝桜アートマルシェ」が開催されている。